# Augusto velado (copia de Guillermo Silveira)
Augusto velado es una copia del original homónimo del siglo i d. C. custodiado en el Museo Nacional de Arte Romano de Mérida, realizada exprofeso para su exhibición conjuntamente con la de la «diosa Proserpina» en el stand de Badajoz de la Exposición Nacional de Recursos Turísticos (EXPOTUR) celebrada en el palacio de exposiciones del Instituto Nacional de Industria (INI) de Madrid del 20 de junio al 20 de julio de 1963 por el pintor y escultor español Guillermo Silveira (1922-1987). Está ejecutada a base de aglomerado de polvo de mármol (ya empleado en la Virgen de los Ángeles de 1960 y el Cristo Redentor de 1962) y sus dimensiones son de 39 x 28 x 24 cm. Tras permanecer unos años en la antigua Oficina de Turismo del céntrico Pasaje de San Juan de Badajoz, se conserva en la actualidad en una de las dependencias de los Servicios Territoriales de la Consejería de Cultura e Igualdad de la Junta de Extremadura ubicada en el n.º 2 de la Avda. de Huelva.
En cuanto a la precipitación con que ambas piezas tuvieron que ser ejecutadas el escritor y periodista Manuel Villamor escribió en el diario Hoy:

Hace apenas un mes, recibió un encargo importante: reproducir dos estatuas romanas de Mérida. El plazo era prácticamente inaceptable. En menos de un mes, tenía que copiar la cabeza del emperador Octavio Augusto y la [figura de la] diosa Proserpina, sin cabeza ni manos, tal y como se encuentra en la actualidad. El plazo fijado no podía prorrogarse. Las dos esculturas presidirían el "stand" de Badajoz en la Exposición Nacional de Recursos Turísticos o "Expotur", como se la denomina usualmente.

Silveira no encuentra dificultades para hacer lo que vocacionalmente quiere. Aceptó. Durante veintiocho días, trabajó como un condenado a trabajos forzados. El sueño, el descanso, los horarios de comida no rigen para los artistas. En un mundo de fuerza y calidad artísticas, estuvo sumergido cuatro semanas.

El resultado fue plenamente safisfactorio.

Se conoce también al respecto que el por aquel entonces director del museo el arqueólogo José Álvarez Sáenz de Buruaga le hizo llegar al artista una breve misiva en la que le agradecía el buen trato dado a los originales durante los trabajos de medición de los mismos, así como que las copias propiamente dichas se llevaron a cabo en las instalaciones de la antigua Escuela Sindical de Formación Profesional (actual CEIP) Juventud situada junto al Parque de la Trinidad de la capital pacense.

## Obras relacionadas
- Proserpina (copia del original del siglo i d. C. conservado en el Museo Nacional de Arte Romano de Mérida),[8] 1963. Aglomerado de polvo de mármol, 700 kg de peso, aprox. Según el ya mencionado Manuel Villamor, este enorme peso impidió que la escultura, «quizá la más pesada de toda la EXPOTUR», pudiese ser llevada hasta el interior del centro de exposiciones del Instituto Nacional de Industria (INI) de Madrid, donde se celebraba la muestra, por lo que la obra quedó fuera del estand a la espera de «su colocación definitiva».[1][2][3][4][5] Destruida.

La reproducción de la estatua de Proserpina del Museo Arqueológico de Mérida, obra del escultor pacense señor Silveira, ha sido realizada felizmente [pese a] las dificultades que encierra tanto por sus dimensiones como por la infinitud y profundidad de sus pliegues. El artista ha tardado unos veintiocho días en la ejecución teniendo que efectuarse el vaciado con sumo cuidado y especialísimas precauciones para no dañar ni lo más mínimo la preciada escultura romana utilizada [como modelo].

### Cabezas-retratos

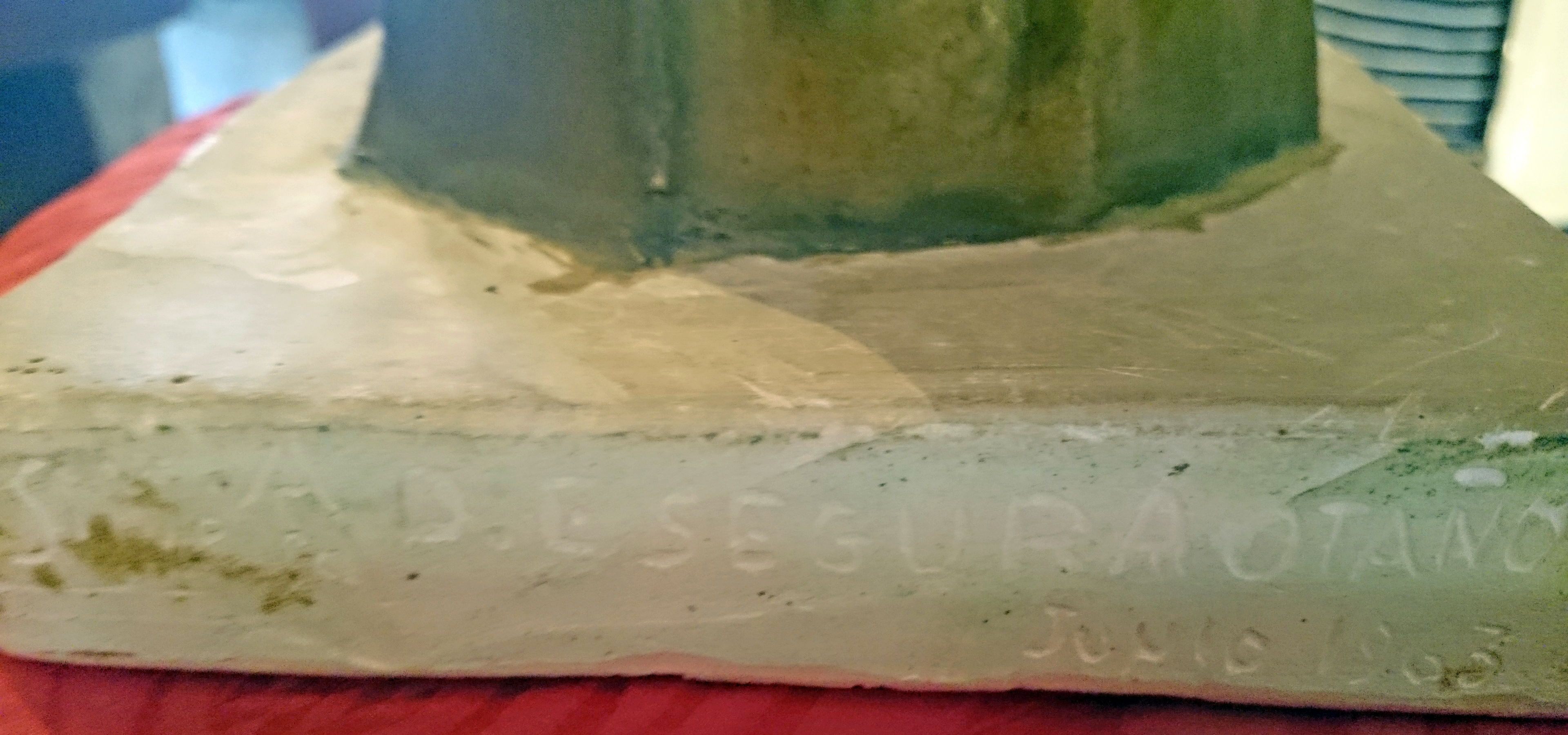
Enrique Segura Otaño, junio de 1963. Detalle de la peana.

- Purificación Porro Villarrubí, ant. 1964. Escayola patinada, 40 cm de altura (fundida más tarde en bronce). «Exposición de Pinturas y Esculturas: G. Silveira García-Galán». Casa de la Cultura de la Diputación Provincial. Badajoz, 2-10 de mayo de 1963 (esc. n.º 1). Col. particular, Madrid.[9][10]
- Enrique Segura Otaño, inscripción «[AMI]STAD. E SEGURA OTAÑO / JUNIO 1963» en la peana. Escayola patinada en dorado, 31 x 18 x 22 cm. «Exposición de Pinturas y Esculturas: G. Silveira García-Galán». Casa de la Cultura de la Diputación Provincial. Badajoz, 2-10 de mayo de 1963 (esc. n.º 3). Col. particular, Badajoz.[11][12][9][13][14]
- Antonio Zoido Díaz, ant. 1964. Escayola barnizada, 38 x 22 x 26 cm. «Exposición de Pinturas y Esculturas: G. Silveira García-Galán». Casa de la Cultura de la Diputación Provincial. Badajoz, 2-10 de mayo de 1963 (esc. n.º 4). «Guillermo Silveira». Museo Provincial de Bellas Artes. Badajoz, 26 de marzo-31 de mayo de 2009 (n.º 26). Col. particular, Madrid.[15][9][16]
- Antonio Soriano Díaz, firmada y fechada «Silveira 62» en la base. Escayola patinada imitando bronce, 35 x 16 x 23 cm. «Exposición de Pinturas y Esculturas: G. Silveira García-Galán». Casa de la Cultura de la Diputación Provincial. Badajoz, 2-10 de mayo de 1963 (esc. n.º 5). Col. particular, Madrid.[9][16]

### Relieves
- José María Collado Sánchez, 1981. Escayola patinada, 43 x 34 cm (fundida más tarde en bronce). Firmada «Silveira» en la parte inferior izquierda. «Guillermo Silveira». Museo Provincial de Bellas Artes. Badajoz, 26 de marzo-31 de mayo de 2009 (n.º 35). Escuela de Artes y Oficios Artísticos Adelardo Covarsí, Badajoz.[17][18]

### Hemerografía
- REDACCIÓN (26 may. 1963). «La provincia de Badajoz en la EXPOTUR». Hoy (Badajoz): 4.
- REDACCIÓN (19 jun. 1963). «La EXPOTUR se inaugurará el próximo día 20». Hoy (Badajoz): 4.
- Segura, Enrique (7 dic. 1971). «Escultores y modelo». Hoy. Plumas extremeñas (Badajoz): 9-10.
- Villamor, Manuel (25 jul. 1963). «Silveira en la EXPOTUR». Hoy (Badajoz): 16.
- Zoido, Antonio (5 may. 1963). «Pinturas y esculturas de Silveira García-Galán». Hoy (Badajoz): 4.